# Герб Тарусы
Исторический герб города Тарусы Тарусского района Калужской области Российской Федерации.

## Описание герба и его символики
Герб Тарусы был Высочайше утверждён 10 (21) марта 1777 года императрицей Екатериной II вместе с другими гербами городов Калужского наместничества (ПСЗ, 1777, Закон № 14596)
Подлинное описание герба города Тарусы гласило:

«Серебряный щитъ съ голубою сверху внизъ, показующею теченіе рѣки Тарузъ, по которой сей градъ и именуется».

## История герба
Автором исторического герба Тарусы, также как и других гербов городов Калужского наместничества 1777 года являлся герольдмейстер, князь М. М. Щербатов.
В 1860 году, в период геральдической реформы Кёне, был разработан проект нового герба Тарусы, (официально не утверждён):
«В серебряном щите лазоревый столб. В вольной части герб Калужской губернии. Щит увенчан серебряной стенчатой короной, за щитом положенные накрест золотые молотки соединёнными Александровской лентой».
В советский период герб Тарусы (1777 года) не использовался.
В постсоветский период решение о возрождении или восстановлении исторического герба города в качестве официального символа Тарусы, городскими властями не принималось.
В 2000 году в Уставе Муниципального образования «Тарусский район» (с последующими дополнениями) было записано, что «муниципальный район имеет собственный герб и иную символику». На официальном сайте Тарусского района размещён исторический герб Тарусы.
Информация о принятии официального решения об утверждении исторического герба Тарусы в качестве официального символа Тарусского района отсутствует.